# Slingsby Primary
Le Slingsby Type 3 (T.3) Primary (souvent appelé le Dagling) est un planeur monoplace fabriqué par le fabricant britannique Slingsby Sailplanes, Scarborough, qui l'a été développé à partir du planeur de début allemand, le Zögling dans les années 1930 et qui a été utilisé comme un Planeur de début d'entraînement .

## Histoire

### Le Zögling comme modèle
Les origines du planeur d'entraînement monoplace remontent aux développements allemands dans les années 1920, lorsque le nombre d'entraîneurs biplaces était faible et qu'il était considéré possible d'effectuer la formation avec des monoplaces simples et robustes dès le départ. Les procédures de formation correspondantes ont été développées sous la direction de la Rhön-Rossitten Gesellschaft. Alexander Lippisch a conçu  le Zögling, qui a pu s'affirmer comme le planeur de début standard. L'aile du monoplan avait un plan rectangulaire, le "fuselage" consistait en un cadre en forme de A, qui se terminait par une sorte de colonne pignon qui portait l'aile. Le siège et les commandes étaient disposés sur une "quille" solide. Un carénage était également souvent attaché, ce qui donnait une nacelle de fuselage qui réduisait quelque peu la traînée aérodynamique.
Les vols en pente étaient possibles avec  le Zögling, mais lorsque le vent était effectivement suffisamment fort pour une portance importante, les conditions pour des vols en toute sécurité n'étaient plus certaines. Wolf Hirth a effectué une révision de  le Zögling, au lieu de la poutre de queue en bois, il a utilisé quatre tubes en acier. En 1929, les dessins de construction de la version Hirth parvinrent aux États-Unis à la National Glider Association (NGA), qui y avait été fondée peu de temps auparavant. Lorsque la British Gliding Association (BGA) a été fondée plus tard la même année, la NGA a renvoyé ces dessins de l'autre côté de l'Atlantique à la BGA en guise de Good-will-act, dont un ensemble est allé au London Gliding Club, fondé en janvier 1930.

### Construction à RF Dagnall
RF Dagnall, propriétaire de la société RFD, qui avait déjà de l'expérience dans la construction de ballons et de dirigeables, proposa au London Gliding Club de construire un planeur d'entraînement basé sur les plans du Zögling modifiés. Le prototype est sorti le 16 avril. Piloté pour la première fois par des membres du club en mars 1930. Dans les mois qui ont suivi, 28 exemplaires RFD ont été produits, qui ont été nommés Daglings ( Dag nall + Zög ling) d'après le fabricant. Quelle que soit leur origine, il est devenu plus tard courant d'appeler tous les planeurs de ce type des Daglings.
En 1932, Dagnall a confié la construction complète du planeur à la British Aircraft Company, car il était déjà occupé par des contrats gouvernementaux. Mais après la mort de CH Lowe-Wylde, le fondateur et concepteur en chef de BAC, cette société a également abandonné la construction de planeurs et Slingsby a repris la construction du Dagling.

### Construction à Slingsby
La production à Slingsby a commencé en 1933 et s'est poursuivie sans changement même après le déménagement de Scarborough à Kirkbymoorside à l'automne 1934. Certains exemples ont également été réalisés par d'autres entreprises, certaines même après la Seconde Guerre mondiale.

## Spécifications techniques
| paramètre            | Données     |
| -------------------- | ----------- |
| équipage             | 1           |
| longueur             | 5.45m       |
| envergure            | 10.07m      |
| profondeur d'aile    | 1,50 m      |
| zone de l'aile       | 15.05 m²    |
| chargement alaire    | 11h50 kg/m² |
| étirement des ailes  | 6,72        |
| masse vide           | 82kg        |
| Max. masse de départ | 173kg       |

## Voir également